# Niedrzwica Duża (Lublin)
Pour les articles homonymes, voir Niedrzwica Duża.
Niedrzwica Duża (prononciation : [ɲedʐˈvit͡sa ˈduʐa]) est un village polonais de la gmina de Niedrzwica Duża dans le powiat de Lublin de la voïvodie de Lublin dans l'est de la Pologne.
Le village est le siège administratif (chef-lieu) de la gmina appelée gmina de Niedrzwica Duża.
Il se situe à environ 20 kilomètres au sud-ouest de Lublin (siège du powiat et capitale de la voïvodie).
Le village comptait approximativement une population de 3 900 habitants en 2008.

## Histoire
De 1975 à 1998, le village est attaché administrativement à l'ancienne Voïvodie de Lublin.

Depuis 1999, il fait partie de la nouvelle voïvodie de Lublin.